# Легенда о Гамлете

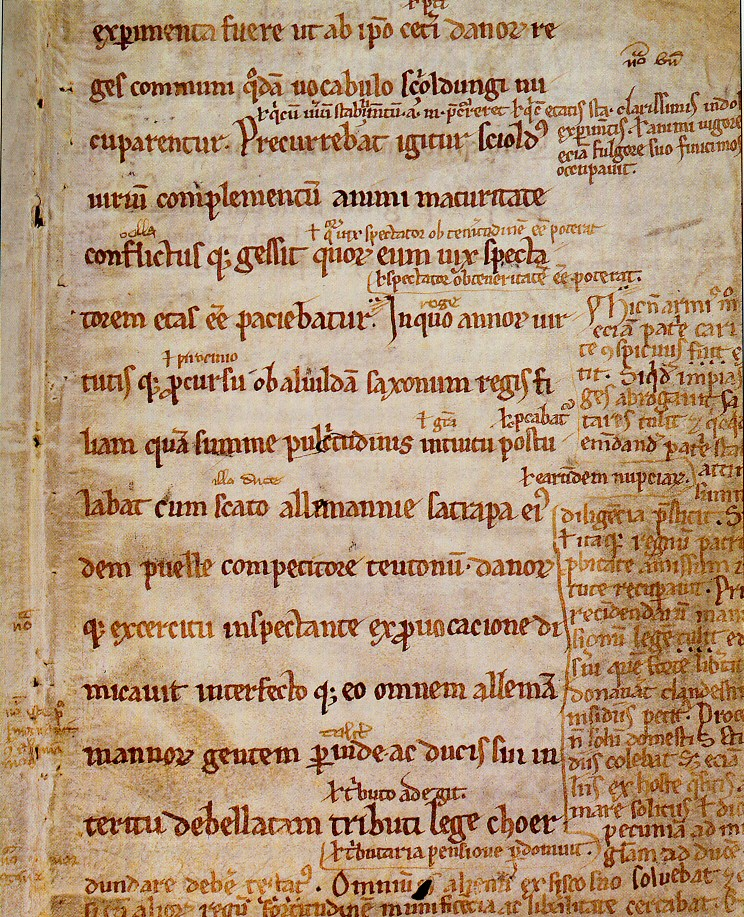
Факсимиле текста «Деяний данов» Саксона Грамматика — основного источника трагедии «Гамлет».

Легенда о Гамлете — комплекс отраженных в письменных источниках мифов, легенд и реальных исторических событий, которые повлияли (или могли повлиять) на создание Уильямом Шекспиром трагедии «Гамлет». Истории и легенды об убийстве братьев (мужей/зятьев и т. п.) и последующей мести за отцов в разных вариациях присутствуют в мифологии разных стран и времен: от Римской республики до стюартовской Англии.
Считается, что основным источником для написания шекспировской трагедии послужила так называемая «Сага о Гамлете» — часть III древнескандинавской хроники, записанной Саксоном Грамматиком, «Деяния данов» («Gesta Danorum»), в которой рассказывается об убийстве Фенгом (Фенгоном) своего брата, ютландского короля Хорвендила, и о мести принца Амледа (Гамлета) за убитого отца. Точно неизвестно, откуда данная история была взята Саксоном Грамматиком: из устных или из письменных источников.
Сага Саксона Грамматика легла в основу кинофильма «Принц Ютландии» (1994).

## «Деяния данов»
Хроника «Деяния данов» была записана Саксоном Грамматиком в начале XIII века. Её оригинал утерян. Сохранились только четыре фрагмента: Фрагмент Ангера, Фрагмент Лассена, Фрагмент Калл-Расмуссена и Фрагмент Плеснера. Фрагмент Ангера — самый большой и единственный признанный написанным рукой самого Саксона. Остальные фрагменты — списки. Все сохранившиеся фрагменты хранятся в Королевской библиотеке Дании в Копенгагене.
В 1510 году Кристиерн Педерсен, датский переводчик, работавший в Париже, узнал о существовании этой хроники из краткого изложения, находящегося в Chronica Jutensis примерно за 1342 год, под названием Compendium Saxonis. Там же встречается и название Gesta Danorum (название, которое сам Саксон использовал для своей работы, неизвестно). Педерсен загорелся найти оригинал работы и после двухлетних поисков по всей Дании нашёл его в библиотеке архиепископа Биргера Гуннерсена Лундского в Сконе (в Южной Швеции, тогда датской). Архиепископ одолжил ему рукопись, и 15 марта 1514 года она была издана в Париже у печатника Йодокуса Бадиуса под названием Danorum Regum Heroumque Historiae («История королей и герои датчан»).

### Персонажи «Саги о Гамлете»
- Хорвендил[1] (варианты прочтения имени: Хорвендел, Орвендел, Орвендил, Аурвендил, Арвандил, Харвандил, Харвендел, Хорвендилис, Аурвандиль; датск. Horwendill; лат. Horwendillus) — вождь (король) Ютландии, брат Фенга, муж Геруты и отец Амледа. Был убит собственным братом из жажды власти. Прототип шекспировского Короля, отца датского принца Гамлета (Призрак отца Гамлета).
- Фенг (Фенгон, Фенги, Фенге, Фенго, Фенгонис; датск. Fenge; лат. Fengo, onis) — брат и убийца ютландского короля Хорвендила (Орвендела). После убийства взял в жены Геруту. Был убит принцем Гамлетом (Амледом). Прототип Клавдия.
- Амлед (Гамлет, Амлет, Амлоди, Хамлет; датск. Amleth, Amblothæ; исл. Amlóði; лат. Amletus) — сын Хорвендила и Геруты. Был свидетелем убийства отца, притворился сумасшедшим. Впоследствии осуществил месть и убил Фенга. Непосредственный прототип Гамлета.
- Геруда (Герут, Гертруда, Грюда, датск. Gerutha, лат. Grytha) — жена Хорвендила, затем — Фенга. Мать Амледа. Дочь короля Дании Рорика (Хрёрика). Прототип Гертруды.
- Друг Фенга. Решает раскрыть обман Амледа и прячется за гобеленом в спальне его матери. Был убит Амледом. Прототип Полония.
- Молочный брат Амледа. Защищает его и предупреждает от опасностях. Прототип Горацио.
- Двое вассалов Фенга. Сопровождали Амледа в Англию, должны были передать английскому королю письмо с требованием убить Амледа. Повешены британским королём. Прототипы Розенкранца и Гильденстерна.
- Женщина, подосланная Фенгом. Должна была разоблачить обман Амледа. Сказано, что эту женщину и Амледа в детстве связывала дружба. Возможно, одна из прототипов Офелии.
- Хрёрик Метатель Колец (Рорик, Рорикус; др.-скан. Hrærekr Slöngvanbaugi; лат. Roricus) — верховный король Дании, которому служат Хорвендел и Фенге. Отец Геруты и дед Амледа.
- Британский король и его дочь. Фенг планировал убить Амледа «руками британского короля» (послав ему письмо). Британский король был так очарован мудростью Амледа, что отдал ему в жены свою дочь. Дочь, возможно, также одна из прототипов Офелии.

Не упоминаются непосредственно в Саге, но участвуют в смежных событиях:
- Коль (Коллер, Koller) — король Норвегии, враг датчан. Был убит Хорвенделом, за что тот получил в управлению Ютландию и в жены Геруту от Рорика (Хрёрика).
- Виглек (Витлег, Витлак, Виглак, Виглет, Виглекус, Виклетус; лат. Vigletus; датск. Wihtlæg) — преемник Рорика, верховный король Дании. Враждовал с Амледом, победил и убил его в битве. Коль и Виглек — одни из возможных прототипов принца Фортинбраса.

### Сюжет
Ютландский вождь Хорвендил, сын Гервендела (Эрвендила), побеждает в бою норвежского короля Коля и преподносит военные трофеи верховному королю Дании Хрёрику Метателю Колец. За это Хрёрик (у Саксона Рорик) назначает Ховерндила королём Ютландии и дает ему в жены свою дочь Геруту. Вскоре у Геруты и Хорвендила рождается сын, Амлед (Гамлет, Амлет).
Фенг (Фенгон, Фенге), брат короля, из жажды власти убил родного брата и взял в жены Геруту. Убийство он объяснил жестоким отношением Хорвендила к своей жене. Амлед, видевший смерть отца, решил изобразить сумасшествие. Хотя он начал готовиться к мести за отца и даже не скрывал этого, что, впрочем, учитывая уверенность в сумасшествии принца, не воспринималось всерьёз:
Гамлет видел все это, но, опасаясь, как бы слишком большой проницательностью не навлечь на себя подозрений дяди, облекшись в притворное слабоумие, изобразил великое повреждение рассудка; такого рода хитростью он не только ум прикрыл, но и безопасность свою обеспечил. Ежедневно в покоях своей матери, грязный и безучастный, кидался он на землю, марая себя мерзкой слякотью нечистот. Его оскверненный лик и опачканная грязью наружность являли безумие в виде потешного шутовства. Что бы он ни говорил, соответствовало такому роду безумия, что бы ни делал — дышало безмерной тупостью. Чего же более? Не за человека его можно было почесть, а за чудовищную потеху безумной судьбы. Часто сидя у очага, он сгребал руками тлеющую золу, вытачивал деревянные крючья и обжигал их на огне. Концам их он придавал форму зубцов, желая сделать их ещё более прочными в сцеплениях. А когда его спрашивали, что он делает, отвечал, что готовит острые дротики для мести за своего отца. Ответ этот вызывал немало издевок, потому что все с пренебрежением относились к бессмысленности его смешного занятия, хотя оно и помогло впоследствии выполнению его замысла.
Амлед очень внимательно выбирал слова и строил бессмысленные фразы, чтобы не выдать себя. Тем не менее, Фенг подозревал, что племянник может притворяться. Поэтому решил раскрыть его обман. Он подговорил женщину, подругу детства Амледа, соблазнить принца. В случае, если тот поддастся «порыву страсти», значит, он не может быть безумен. Однако молочный брат и лучший друг Амледа предупредил его о коварном плане дяди. Благодаря этому Амледу удалось избежать ловушки дяди. Оставшись наедине с девушкой и «насладившись любовью, он стал просить её весьма настойчиво никому не говорить об этом; и просьба о молчании была с такой же страстностью обещана, как и испрошена». В итоге, по возвращении в домой, девушка объявила, что Амлед ничего с ней не делал.
Затем друг Фенга, уверенный, «что непостижимую хитрость его ума невозможно разоблачить какой-то обычной интригой», придумал свой план разоблачения. Он пробрался в кабинет Геруты, матери Амледа, решив, что при ней сын точно будет говорить разумно. Он спрятался в тайник за гобеленом. Однако Амлед заметил спрятавшегося друга Фенга, достал его из тайника и убил, после жестоко расправился с телом. Матери Амлед сказал уже очень рассудительную речь:
И когда мать с громкими воплями стала оплакивать безумие своего сына при нём же, он ей сказал: «Бесчестнейшая из женщин! Под этим притворным плачем ты пытаешься скрыть тягчайшее преступление? Похотливая, как блудница, не ты ли вступила в этот преступный и омерзительный брак, прижимая к греховной груди убийцу твоего мужа? Не ты ли ласкала с бесстыдно-соблазнительной нежностью того, кто убил отца твоего сына? Так поистине лишь кобылицы сочетаются с победителями их самцов — животным присуще поспешно и без разбора спариваться. Наверное, и у тебя по их примеру изгладилась память о первом супруге. Что до меня, то я прикинулся умалишённым не без цели, ибо, несомненно, убийца своего брата будет неистовствовать с равной жестокостью и против других своих родичей. Поэтому лучше облачиться в наряд глупости, чем здравомыслия, и защиту своей безопасности искать в видимости полного безумия. Но стремление отмстить за отца ещё твердо в моем сердце; я ловлю такой случай, выжидаю удобное время. Всему своё место. Против темного и жестокого духа должно напрячь все умственные силы. Тебе же, коей лучше горевать о собственном бесчестье, не к чему лить слезы о моем безумии! Не чужой, а собственной души пороки оплакивать надобно. О прочем помни и храни молчание».
Тогда Фенг решил убить Амледа. Однако, опасаясь навлечь на себя гнев Геруты и её отца Рорика (Хрёрика) ещё одним кровным преступлением, он решает отправить Амледа в Британию и послать с ним двух своих вассалов, дав им письмо, в котором просил короля убить Амледа. Но на корабле Амлед обнаружил письмо и тайно его переделал: отныне Фенг «просил» британского правителя почетно принять принца и выдать за умнейшего из юношей королевскую дочь, а двоих прочих убить. В Британии Амлед отказался от торжественного ужина, достаточно дерзко и даже по-хамски ответив королю. В ответ король сказал, что «сказавший такое должен быть или сверхчеловечески умен, или вовсе безумен». Впоследствии Амлед ещё не раз произвел на короля впечатление своими речами, в котором он не гнушался прямоты и дерзости. В итоге, «король, чтя мудрость Гамлета, как некий божественный дар, отдал ему в жены свою дочь». Вассалы Фенга — спутники Амледа — были повешены.
Год спустя Амлед вернулся в Ютландию. Он прибыл в замок в тот самый момент, когда справляли поминки по нему (уезжая, он просил мать организовать поминки именно в этот день). Амлед, изображая сумасшествие, принялся опаивать придворных вином. После этого он поджег пиршественную залу (триклиний) и все сгорели заживо. Наконец, он поднялся в спальню Фенга, разбудил его и, объявив, что вершит месть за смерть отца, убил. После этого Амлед стал править Ютландией.
Дальнейшие события не имеют отношения к событиям шекспировской трагедии. После прихода к власти Амлед возвращается в Британию за своей женой, но король отправляет его свататься к жестокой королеве Шотландии Эрментруде, которая известна убийствами собственных женихов. Первая жена Амледа предупредила его, что таким образом британский король хочет свершить месть за убийство Фенга «чужими руками». Но Эрментруда влюбляется в Амледа и решает выйти за него замуж. Амлед побеждает британского короля в битве и вступает с Эрментрудой в брак. Вскоре после смерти короля Хрёрика (Рорика) Данией стал править его преемник Виглек (Витлег, Витлег), который не захотел мириться с излишней самостоятельностью Амледа, своего вассала. Виглек победил и убил Амледа в битве и женился на вдове покойного, Эрментруде. Тело Амледа было сожжено на погребальном костре и захоронено в пустоши.
Известно, что в 1933 году в ютландской деревне Аммельхед, название которой некоторые производят от «Amleth’s Heath» (Амлетс Хит — «амледова пустошь»), был установлен камень в честь Амледа. Есть версия, что именно здесь был похоронен легендарный Амлед.

## «Хроника конунгов из Лейре»
Ещё один источник, в котором упоминаются данные персонажи, это «Хроника конунгов из Лейре» (Chronicon Lethrense) и её часть — «Лундские анналы». Примечательно, что эта хроника была написана раньше хроники Саксона Грамматика — в 1170-х годах (в то время, как «Деяния данов» были окончены в начале XIII века). Однако в данном источнике также упоминается, что король Хрёрик Метатель Колец назначает братьев Харвендела (Орвендела) и Фенге правителями Ютландии и отдает старшему, Харвенделу, свою дочь Геруту за верную службу. После этого помещается уже известная история об убийстве Фенгом брата и о мести принца Амледа (Амблота), притворившегося, чтобы спасти жизнь, сумасшедшим, своему дяде. Хроники Лейре и Саксона Грамматика расходятся лишь в незначительных деталях: например, в Хронике Лейре Амлед убивает Фенга на пиру (а не в спальне, как у Саксона).

## Другие скандинавские источники

### Младшая Эдда
В «Языке поэзии» — третьей части Младшей Эдды Снорри Стурлусона, сборнике скандинавских легенд, также упоминается имя Амледа (Амлоди), однако, он не фигурирует как действующее лицо, более того, имя упоминается в связи с совсем другими событиями. В разделе «Кеннинги моря» приведены стихи скальда Снэбьёрна:
Hvatt kveða hræra Grótta

hergrimmastan skerja

út fyrir jarðar skauti

eylúðrs níu brúðir,

þær er, lungs, fyrir löngu,

líðmeldr, skipa hlíðar

baugskerðir rístr barði

ból, Amlóða mólu.

Hér er kallat hafit Amlóða kvern
В данной висе рассказывается о прохождении кораблей по морю мимо «островной мельницы Гротти и жернова Амлоди». Ныне, как сказано, данный участок воды называется «Мельницей Амлоди».

### Сага о Хрольве Жердинке
Подобная история встречается в ряде других скандинавских источников, например, в «Саге о Хрольве Жердинке и его витязях» (исл. Hrólfs saga kraka ok kappa hans). В первом разделе — «Пряди о Фроди» — речь идет о датском конунге Хальвдане и его завистливом брате Фроди.
Теперь надо рассказать о том, что конунг Фроди сидел в своём государстве, и мучила его зависть к своему брату, конунгу Хальвдану, его удел не казался ему таким хорошим, и он решил, что должен править Данией один. Поэтому он собрал многочисленное войско, направился в Данию, пришёл туда в ночной час, и предал всё огню и мечу. Конунг Хальвдан не мог долго обороняться. Он был схвачен и убит, а те, кто был с ним, бежали. А всем горожанам пришлось присягнуть на верность конунгу Фроди, а иначе он велел пытать их различными пытками.
Согласно сюжету саги после убийства короля его дети, Хельги и Хроар, были спасены бондом Вивилем, который спрятал мальчиков и сказал им, что, в случае наступления опасности, Вивиль даст сигнал, громко позвав своих псов. Возможно, в этом можно видеть истоки гамлетовской кинантропии (Cynantropy) — то есть подражания собаке как способа изображения притворного сумасшествия. В дальнейшем Хельги и Хроар возвращаются в Данию, мстят за своего отца и становятся правителями Дании после смерти конунга Фроди.
Тема кровной мести ещё неоднократно появляется на страницах Саги. В «Пряди о Хельги» сначала племянник Хроара, конунг Хрок, убивает своего дядю, желая получить наследство, а затем конунг Хельги мстит за убийство брата. Интересно то, что ряд сюжетов данной Саги перекликаются с «Сагой о Гамлете» Саксона. Например, конунг Хроар женится на дочери могущественного конунга Нордри и правит, фактически от его имени (у Саксона Хорвендил женится на Геруте и правит от имени её отца). Также соответствует сюжет о конунге Хельги, который отомстил за отца, а затем потерпел поражение в битве, а жена конунга досталась победителю (у Саксона Амлед погибает в бою с Виглеком, который женится на вдове Амледа).
История о Хельги и Хроаре с незначительными изменениями была отражена в саге позднейшего происхождения: Саге об Амбалесе (Ambáles saga).

## «Сага о Греттире» и появление образа призрака
Образ призрака — человека (в данном случае, воина), восставшего из мертвых также неоднократно встречается в исландской литературе. Жанр этот широко представлен в «Сагах об исландцах», и он до сих пор чрезвычайно популярен в Исландии. Рассказ о Гламе — самый знаменитый представитель этого жанра.
В «Саге о Греттире» говорится так:
Немного погодя люди стали замечать, что Гламу не лежится в могиле. Много было от этого бед людям: иные, увидев его, теряли сознание, а иные и разум. Сразу после Рождества люди видели его на дворе. Взял их ужас. Многие кинулись прочь из тех мест. Скоро Глам стал ночью ездить верхом на коньке крыши, так что крыша едва не рушилась. Стал он ходить потом и днем и ночью. Люди не смели и заезжать в ту долину, хотя бы по важному делу. Все в тех местах считали это великой напастью.
В бой с Гламом вступает воин Греттир, но в ходе битвы, он лишается своих сил от взгляда мертвеца (в итоге, ему все же удалось победить):
И вот, когда Глам упал, луна как раз вышла из-за облака, и Глам уставился на Греттира. Греттир сам говорил, что это был один-единственный раз, когда он содрогнулся. И тут на него нашла такая слабость, от всего вместе — от усталости и от пристального взгляда Глама, — что он был не в силах занести меч и лежал между жизнью и смертью.
Данный сюжет, учитывая знакомство Шекспира с сагами, мог послужить одним из базовых для создания сюжета с призраком отца Гамлета.

## Древние и восточные источники

### «История от основания города»
Уильям Шекспир был знаком и с древнеримскими источниками, которые использовал для написания своих произведений. В частности, для создания «Гамлета» важной является история Тита Ливия о Луции Юнии Бруте. Схожа здесь генеральная линия — молодой Луций Юний Брут, племянник царя Тарквиния, чтобы не стать жертвой расправы его дяди со знатными аристократами, притворился глупцом и даже принял прозвище «Тупица». Впоследствии, как известно, Брут поднял восстание против своего дяди Тарквиния, что привело к свержению Римского царства и установлению республики. Впоследствии, кстати, данный мотив повторяется, когда другой племянник царя Аррунт в битве убивает Брута, при этом гибнет сам.
Ещё один факт, который связывает «Историю» Ливия и «Деяния данов» Саксона — легенда о двух золотых тростях (жезлах). У Саксона британский король в знак уважения к Амледу и в качестве восполнения недостатка в отряде (двое спутников Амледа были повешены) велел выдать принцу золото, из которого тот велел сделать две трости (или жезла). У Ливия есть свидетельство о том, что золотая трость (жезл) являются символом ума:
 Вот кого Тарквинии взяли тогда с собой в Дельфы, скорее посмешищем, чем товарищем, а он, как рассказывают, понес в дар Аполлону золотой жезл, скрытый внутри полого рогового, — иносказательный образ собственного ума.

### Шахнаме
Параллели со скандинавскими легендами есть и в арабских источниках, в частности, в «Шахнаме» («Книге царей») персидского поэта Фирдоуси. Согласно Фирдоуси, сын царя Сиявуша Кей-Хосров после убийства отца Афрасиабом «притворился дурачком», что заставило нового правителя увериться в его безобидности. Впоследствии Кей-Хосров вырастает и, вернувшись в Иран, отрубает убийце отца голову.

### Миф об Оресте
Сюжет Гамлета схож с одним из древнегреческих мифов об Оресте.

## В британских и ирландских источниках
Помимо скандинавских источников, при написании «Гамлета» возможно было использование и более близких Шекспиру (территориально) британских и ирландских источников, в которых также встречались подобные легенды.

### «Анналы четырёх мастеров»
Попытка доказать историчность Амледа (Гамлета) была предпринята с помощью «Анналов королевства Ирландии четырех мастеров» — летописи древней истории Ирландии. В ней под 851 годом помещено известие о прибытии в Ирландию Авлета (или Амлайба (ирл. Amhlaeibh), т.е. Амледа), сына короля Лохланна (Лохланн — вероятно, общее обозначение в ирландских источниках скандинавских земель) и объединении под его властью всех викингов, живущих в Ирландии. Дальше описаны деяния Авлета—Амледа в Ирландии: разорение и завоевание Миде в 857 году, война с королём Кервалом в 859 году, а в следующем — с королём Фланном, утопление короля Конховара в 862, сожжение крепости Авлета в 865 и сожжение монастыря Ард Ваха в 867 году.
После этого, известия о Авлете на страницах хроники более не появляются, за исключением эпизода в 917 году, где сказано, что Авлетом был убит верховный король Ирландии Ниалл Глундуб. Однако в других источниках имя Авлета не упоминается, а убийство короля приписывается королю Дублина Ситрику Слепому. В связи с этим делались попытки идентифицировать Ситрика, чьё королевство позднее будет завоевано английским королём Этельстаном, и Авлета как одно лицо, таким образом «Гамлет» с английским эпосом о Хавелоке (прототипом которого стал Олав Кваран, сын Ситрика Слепого).
Известный историк Хью Кеннер согласился с тем, что имя и легенда о Гамлете ирландского происхождения, заявив, что именно ирландцы первыми повлияли на развитие у датчан письменности и грамотности. На основании лингвистических исследований он делает вывод, что имя Авлет (Амлет) — не что иное, как форма имени Олаф (то есть, по мнению Кеннера, имя, заимствованное скандинавами у ирландцев). Кеннер заявляет, что Саксон Грамматик взял историю о Амледе из кельтских источников.
Впрочем, данная теория, опровергается данными археологии, согласно которым имя Амлет встречается на древних рунах ещё начала VIII века, когда датчане ещё не пересекались с ирландцами. Кроме того, викинги путешествовали на Британские острова и даже правили там ещё до написания ирландских источников.

### Легенда о Бэве
Легенда, схожая с гамлетовской, встречается в ещё одном английском сюжете — о Бэве из Амтона. По сюжету, мать Бэва, графиня Гэмптонская (Амтонская) организует убийство собственного мужа, чтобы захватить власть. Затем, опасаясь мести десятилетнего сына, она продает его сарацинским купцам. После прохождения жизненных тягот, Бэв женится на принцессе Жозиане, после чего возвращается в Англию и убивает мать, а также расправляется с другими убийцами отца.

## Ур-Гамлет

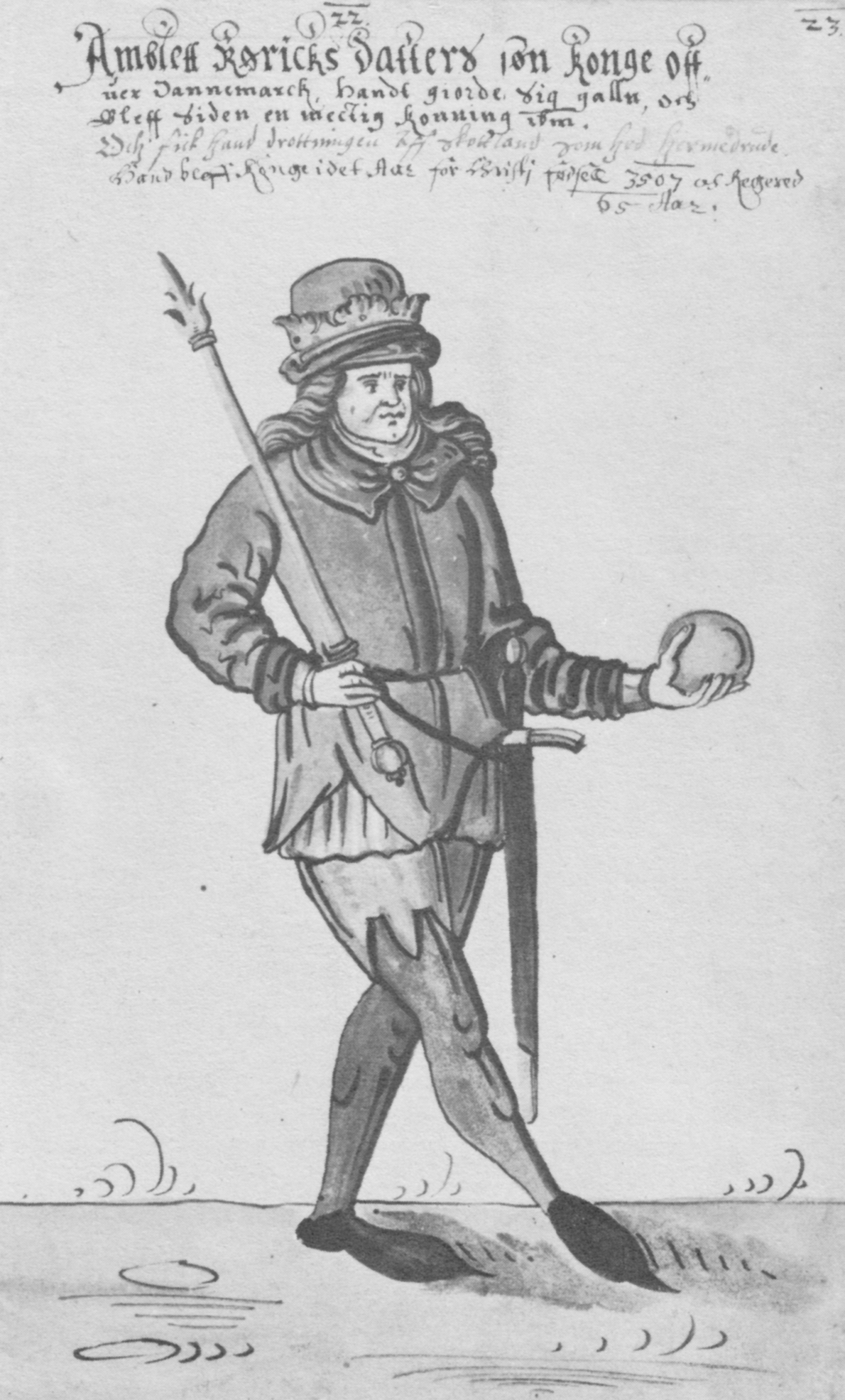
Изображение Гамлета (Амблетта). XVII век.

В XVI веке в Англии появляются первые попытки облечь историю о Гамлете в поэтическую форму. Важнейшими для этого периода произведениями являются «Трагедии» Беллефоре, объединённые в цикл «Исторические трагедии» (1570). Отдельно «История Гамлета» (" The Hystorie of Hamblet ") публикуется в Англии в 1608 году.
В 1589 году Гамлет «появляется» во введении, написанном Томасом Нэшем для «Менафона» Роберта Грина. Дальнейшие появления Гамлета в литературе и на сцене до Шекспира объединены термином «Ур-Гамлет» («Пра-Гамлет», «Пред-Гамлет»).